# Reformpartei Kanadas
Die Reformpartei Kanadas (englisch Reform Party of Canada; französisch Parti réformiste du Canada) war eine konservative politische Partei in Kanada, die von 1987 bis 2000 existierte. Sie war ursprünglich als westkanadische Protestpartei gegründet worden und versuchte in den 1990er Jahren erfolglos, auch in den östlichen Provinzen Fuß zu fassen. Die Reformpartei ging im März 2000 in der Kanadischen Allianz auf, die ihrerseits 2003 mit der Progressiv-konservativen Partei zur heutigen Konservativen Partei fusionierte. Einziger Parteivorsitzender der Reformpartei während ihrer gesamten Existenz war Preston Manning. Die Partei hatte den Ruf, intolerant und extremistisch zu sein, da sich zahlreiche Parlamentarier und Kandidaten wiederholt fremdenfeindlich, homophob und sexistisch äußerten.

## Geschichte
Gegründet wurde die Reformpartei am 31. Oktober 1987 in Winnipeg. Parteivorsitzender wurde Preston Manning, Sohn von Ernest Manning, dem langjährigen Premierminister von Alberta. Bei der Reformpartei handelte es sich um einen Zusammenschluss verschiedener Interessengruppen aus Westkanada, die unzufrieden mit der Regierung der Progressiv-konservativen Partei und der mangelnden Berücksichtigung westkanadischer Interessen auf nationaler Ebene waren. Dem kanadischen Premierminister Brian Mulroney warfen sie vor, sich zu sehr um die Bedürfnisse der französischsprachigen Provinz Québec zu kümmern, finanzpolitisch unverantwortlich zu sein und keine Reform der Institutionen anzustreben. Insbesondere lehnten sie den Meech Lake Accord ab, der ihrer Meinung nach die Bedürfnisse des Westens und Kanadas als Ganzes ignoriere.
Bereits kurz nach der Gründung dominierten Sozial- und Finanzkonservative die Partei, so dass sie zunehmend nach rechts rückte. Neue Hauptziele waren die Senkung von Steuern und Staatsausgaben im Sozialbereich. Bei der Unterhauswahl 1988 trat die Reformpartei erstmals an, doch keiner der 72 Kandidaten wurde gewählt. Die Partei vertrat umstrittene Ansichten wie die Aufhebung der offiziellen Zweisprachigkeit und das Zurückdrängen des Multikulturalismus. 1989 konnte sie in Alberta erstmals eine Nachwahl gewinnen und ins Parlament einziehen. Im selben Jahr gewann Stanley Waters die erste (rechtlich nicht bindende) Senatswahl in Alberta.
Zu Beginn der 1990er Jahre erhielt die Reformpartei großen Zuspruch, da Mulroneys Regierung wegen der Einführung der nationalen Mehrwertsteuer (Goods and Services Tax), hoher Arbeitslosigkeit und dem Scheitern des Meech Lake Accord in der Bevölkerung äußerst unbeliebt war. Ab 1991 gab die Reformpartei den bisherigen Anspruch auf, lediglich eine Vertretung des Westens zu sein und strebte stattdessen die Rolle als nationale Partei an. Allerdings wurde sie auch von der rechtsextremen Gruppierung Heritage Front unterstützt, was es ihr auf Jahre hinaus unmöglich machen sollte, in den liberaleren östlichen Provinzen richtig Fuß zu fassen.
Bei der Unterhauswahl 1993 verschwand die Progressiv-konservative Partei beinahe von der politischen Landkarte. Die Reformpartei konnte ihren Wähleranteil um das Achtfache auf fast 19 % steigern, gewann 52 Sitze und wurde drittstärkste Partei im Unterhaus. Allerdings konnte sie nur im Westen vom Zerfall der Progressiv-Konservativen profitieren; in den atlantischen Provinzen, Ontario und Québec war sie jedoch überhaupt nicht vertreten. Während des Wahlkampfs hatte die Reformpartei für negative Schlagzeilen gesorgt, als sich ein Kandidat fremdenfeindlich und antisemitisch äußerte. Die Parteileitung distanzierte sich zwar, doch das intolerante und extremistische Image blieb haften. Dies verstärkte sich in den folgenden Jahren, als zahlreiche Abgeordnete sich wiederholt gegen Rechte von Minderheiten, Frauen, Homosexuellen und Ureinwohnern wandten.
Eine Gruppe um den späteren Premierminister Stephen Harper versuchte, den Einfluss des extremistischen Flügels zu verringern und kritisierte öffentlich Mitglieder der eigenen Partei. Da Preston Manning nicht in diese Angelegenheit eingreifen wollte, verließ Harper im Januar 1997 die Partei und gab seinen Parlamentssitz auf. Bei der Unterhauswahl im Juni 1997 konnte die Reformpartei ihren Wähleranteil leicht steigern, gewann acht Sitze hinzu und wurde stärkste Oppositionspartei. Allerdings konnte sie östlich von Manitoba erneut keinen einzigen Erfolg verbuchen. Auch konnte sie sich nicht als alleinige Alternative zur Liberalen Partei etablieren, da die Progressiv-Konservativen unter Jean Charest wieder erstarkt waren.
Es war zusehends absehbar, dass die Reformpartei auf Jahre hinaus eine auf den Westen beschränkte Protestpartei bleiben würde. Manning forderte den Zusammenschluss der konservativen Kräfte zu einer „Vereinigten Alternative“, die stark genug sei, die Liberale Partei aus der Regierung zu verdrängen. Als Ergebnis zweier Parteitage beschloss die Reformpartei im Januar 2000 ihre Selbstauflösung und die Neugründung als Kanadische Allianz. Am 25. März 2000 wurde die Partei aufgelöst. Das Parteiprogramm der neuen Kanadischen Allianz war eine Mischung aus Positionen der Reformpartei und jenen der gemäßigteren Progressiv-Konservativen.

## Wahlergebnisse
Ergebnisse bei den Wahlen zum Unterhaus:
| Wahl | Sitze total | Kandi- daten | Gew. Sitze | Stimmen   | Anteil  |
| ---- | ----------- | ------------ | ---------- | --------- | ------- |
| 1988 | 295         | 72           | 0          | 275.767   | 2,09 %  |
| 1993 | 295         | 207          | 52         | 2.559.245 | 18,69 % |
| 1997 | 301         | 227          | 60         | 2.513.080 | 19,35 % |